# Порто-франко (Одесса)
Порто-франко Одессы— историческое название свободной таможенной зоны в портах, в Одессе на 40 лет в XIX веке выделенной из общей таможенной территории Российского государства с разрешением беспошлинно выгружать, хранить, переупаковывать и перерабатывать товары до тех пор, пока они не вывозились из этой зоны внутрь России. Одесский порто-франко привел к росту благосостояния города и название закрепилось как в городской топонимике, так и стало нарицательным.

## История возникновения
Порто-франко установлено Высочайшим указом от 16 апреля 1817 г., в г. Одессе, как складочном месте для направления европейских товаров в Синоп. Фактически было введено лишь в 1819 г., после устройства за чертой города таможенных пунктов, и просуществовало, с некоторыми перерывами, до 19 апреля 1859 г.
Своим международным торговым значением Одесса обязана своему исключительному транспортно-географическому положению и режиму порто-франко. Наоборот, приостановка режима порто-франко замедлила экономический рост города.
Режим беспошлинной торговли, подкреплённый выгодами положения в точке сходимости морского глубоководного подхода, водных маршрутов крупнейших судоходных рек Черноморского бассейна и удобных равнинных подъездов, быстро сделал город одним из мировых торговых центров. Фактически для всех негоциантов, торговавших с Российской империей Одесса стала единственным безальтернативным вариантом для ввоза и вывоза товаров с южного направления. Ведь при обычных условиях купец, ещё не будучи уверен в том, что его товар купят, нёс финансовые расходы из-за уплаты пошлины. С введением порто-франко процесс торговли через Одессу стал выглядеть крайне просто. Купец привозил свой товар, без таможенной волокиты сгружал его и продавал на месте, будучи уверен в том, что товар его купят, так как в городе с введением порто-франко количество предпринимателей выросло, по меньшей мере, в 10 раз.  После этого купец грузился российским товаром, как правило, хлебом, и отплывал. Город при этом получал огромные возможности для своего развития. Покупая сырьё без пошлины, предприниматели, естественно, открывали в черте порто-франко и заводы, перерабатывающие это сырьё. А уже потом, готовая продукция считалась произведённой на территории России и так же без пошлин продавалась внутри страны. Нередко произведённая из ввезённого сырья в одесской черте порто-франко продукция вообще не выходила за пределы таможенных постов, сразу отправляясь за границу. Многие делали себе состояние как перекупщики — скупая иностранный товар и продавая его сразу за границу. Благодаря этому Одесса стала одним из основных перевалочных торговых пунктов Средиземноморской и Черноморской торговли.  Огромное количество рабочих мест и необычная дешевизна привлекали в Одессу массу представителей самых разных профессий и слоёв общества. За пределами границ порто-франко появлялись стихийные посёлки, жители которых каждое утро были вынуждены проходить таможню по пути на работу. За первые пять лет порто-франко Одесса вышла на третье место по торговым оборотам в империи, а затем и на второе — немного уступая только Петербургу. 
Однако постепенно плюсы порто-франко начали становиться минусами. Выросший поток производимых товаров настолько перегрузил таможенные посты, что таможенники попросту не справлялись с ним. В результате товары шли через таможню почти без досмотра, а сами таможенники сказочно богатели на подношениях предпринимателей.
Вечно развивать промышленность и торговые офисы в черте порто-франко было невозможно: попросту кончилась земля. Следовательно, предприниматели Одессы разделились на две большие группы — те, чьи конторы, производства и склады находятся в черте порто-франко, и те, кто вынуждены работать вне этой черты, а значит закладывать в расходы уплату пошлины. В результате порто-франко начало не способствовать развитию промышленности, а напротив — тормозить её. За каждый клочок земли в черте города велись настоящие войны. Одни предприниматели пытались удержаться в черте порто-франко, другие пытались их оттуда вытеснить. Деньги, нападения откровенных преступников, попытки надавить при помощи городских и губернских властей — такими были основные методы борьбы за золотые метры зоны порто-франко. Скученность населения в черте порто-франко стала невыносимой. Многие негоцианты даже бросили собственно торговлю и начали спекулировать землёй и зданиями в черте порто-франко. Но всем было ясно — строить в черте порто-франко больше негде. Следовательно, строить дома и заводы надо, просто необходимо за чертой беспошлинной торговли. Иначе город перестанет справляться с все увеличивающимся товарооборотом. Не то, что перерабатывать — хранить привезённые в город товары было просто негде. 
Главным арбитром в этих конфликтах был князь Воронцов. Хорошо изучивший всех основных игроков в городе, Воронцов умел договариваться и убеждать. Его решения уважали именно потому, что он судил не по закону, а «по справедливости». Тупик в развитии города князь прекрасно видел, однако сломать сложившуюся систему у него не было ни сил, ни особого желания. В общем, с точки зрения чистой экономики порто-франко себя исчерпало. Фактически из-за порто-франко развитие промышленности и торговли в Одессе остановилось, как и развитие самого города. Потеряв свои преимущества, порто-франко сохранило свои недостатки. Ежемесячно государство от контрабанды теряло 200—400 тыс. рублей. Понимая это, порто-франко пытался упразднить ещё император Николай I, однако Воронцов убедил его этого не делать и дать городу ещё пять лет таможенной свободы. Эти пять лет растянулись более чем на 10 — Крымская война, смерть Николая Первого и воцарение Александра II дали одесситам несколько дополнительных лет свободной экономической зоны.
Но порто-франко было обречено. Одесса была достаточно богата, чтобы конкурировать на общих основаниях с другими регионами страны и мира, и Одессе было тесно в поясе границ порто-франко, которые из защитного барьера превратились в удавку, искусственно сдерживающую развитие города. И большинство непривилегированных предпринимателей, не имевших возможности работать в черте порто-франко, стремились эту удавку разорвать. Либеральный император-реформатор всего лишь выполнил их желание.

## Влияние порто-франко на развитие экономики Одессы

### Позитивные аспекты режима порто-франко в Одессе
С точки зрения социально-экономического развития Одессы, не знавшей в XIX в. себе равных по темпам роста не только в Восточной Европе, но и в мировой урбанизации, система порто-франко вряд ли может рассматриваться в качестве основополагающего фактора. Об этом свидетельствует уже хотя бы тот факт, что развитие города шло с неизменной динамикой и накануне введения режима свободной гавани, и особенно бурно именно после его ликвидации. Вместе с тем нельзя не отметить, что порто-франко являлось на определённых хронологических отрезках весьма эффективным средством. Прежде всего, это касалось кризисных периодов, связанных с эпидемиями или неурожайными годами. Аккумулированные в одесском порту и в городе товарные массы позволяли избежать полной стагнации коммерческой жизнедеятельности Одессы. Собственно линия черты порто-франко служила надёжным санитарным кордоном и в период появления чумы либо холеры во внутренних губерниях либо в годы их проникновения из соседней Оттоманской империи, как это имело место в 1831 и 1837 годах.

### Негативные аспекты режима порто-франко в Одессе
- молодая одесская промышленность оказывалась в крайне невыгодным положении по отношении к внутреннему рынку. При вывозе из Одессы произведённых в ней товаров во внутренние губернии, они облагались ровно такой же пошлиной, как и иностранные товары. Правительство мотивировало это тем, что невозможно было доказать, из какого материала или сырья были изготовлены те или иные товары, а потому разделить их внутреннюю себестоимость не представлялось возможным. Конкурировать же с качественными и дешёвыми иностранными товарами молодой одесской промышленности было отнюдь не просто, если вообще возможно. Разумеется, это крайне негативно влияло на конкурентоспособность на внутренних рынках;
- в условиях экономического роста и притока инвестиций в город, зона «свободной гавани» становилась слишком маленькой для выгодного ведения предпринимательства;
- борьба за владение складами в зоне порто-франко подогревала нездоровую конкуренция между одесскими предпринимателями;
- все увеличивающий товарооборот делал невозможным качественный учёт ввозимых товаров, что стимулировало расцвет коррупции на одесской таможне;
- к 1840-м годам государственная казна, как впрочем и бюджет города теряли ежегодно от контрабанды и коррупции на таможне около 200—400 тыс. руб.

Нужно понимать, что роль порто-франко в развитии города явно преувеличивают, часто неверно определяя причину и следствие экономического процветания Южной Пальмиры.

## Порто-франко в современной Одессе
В начале 2015 года представители Оппозиционного Блока Украины подготовили к рассмотрению законопроект о создании зоны порто-франко в Одессе и Одесской области. Тем не менее данный законопроект не содержит анализа экономических и политических последствий таких изменений.
Стоит отдельно отметить, что данная инициатива, известная под названием «Одесса за Порто-Франко», ставит целью экономическое отделение всей Одесской области от Украины и создание пограничной и таможенной зоны по всей территории области, что выходит за рамки понятия порто-франко (Свободного Порта), ограничивающегося лишь территорией порта, аэропорта или промышленных объектов.
Возвращаясь к нынешней ситуации на Украине, а также учитывая кризисное состояние украинской экономики, создание зоны порто-франко может привести к нежелательным отрицательным последствиям, так как углубит дефицит бюджета. Свободные экономические зоны такого рода не способны сыграть весомую роль в такой острой экономической ситуации, которая существует на Украине сегодня.
В соответствии с законом, создание свободных экономических зон на Украине базируется на территориальном принципе. Другими словами, СЭЗ — это не отделённая территория (анклав), а, прежде всего, часть национального экономического пространства, где должна действовать особая система экономико-правовых льгот и стимулов, направленных на обеспечение предсказуемости и стабильности государственной экономической политики, гарантий потенциальным внутренним и внешним инвесторам, обусловленная специальным правовым режимом.
Таким образом, должны быть чётко определены регулирующие механизмы создания и функционирования всех без исключения СЭЗ, а также обоснованы альтернативные варианты развития свободных экономических зон, связанные с перспективами будущей структурной перестройки экономики Украины, возможными изменениями конъюнктуры мирового рынка, решением проблем выравнивания уровней социально-экономического развития по регионам страны. Отсутствие альтернативных вариантов может привести к определённой консервации СЭЗ в своём развитии, отдаляясь при этом от потребностей отечественной экономики в целом и проблем регионального развития в частности, усиливая локальный сепаратизм и экономическое обособление от государства.